# Topfstedt
Topfstedt est une commune allemande de l'arrondissement de Kyffhäuser, Land de Thuringe.

## Géographie
Topfstedt comprend les quartiers de Niedertopfstedt et Obertopfstedt.
| Großenehrich        | Trebra    | Niederbösa |
| Wasserthaleben      | Topfstedt | Frömmstedt |
| Westgreußen Clingen | Greußen   |            |

## Histoire

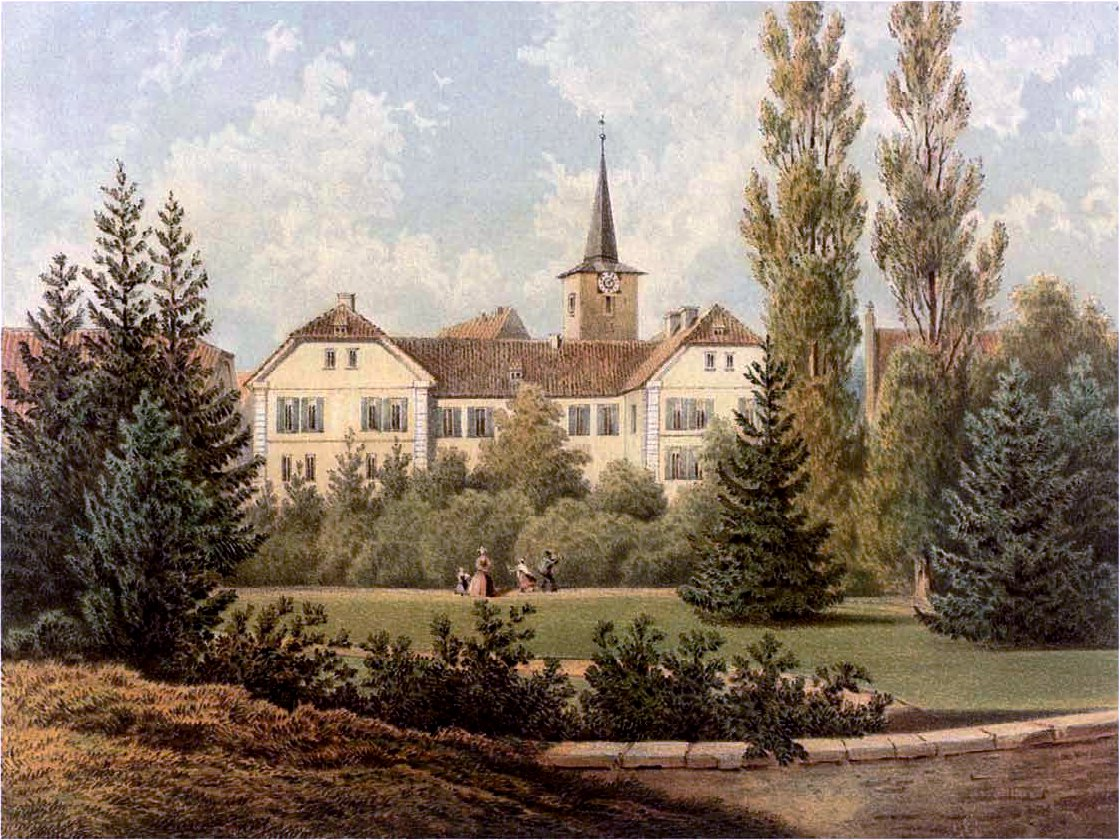
Rittergut Niedertopfstedt around 1860, Edition by Alexander Duncker

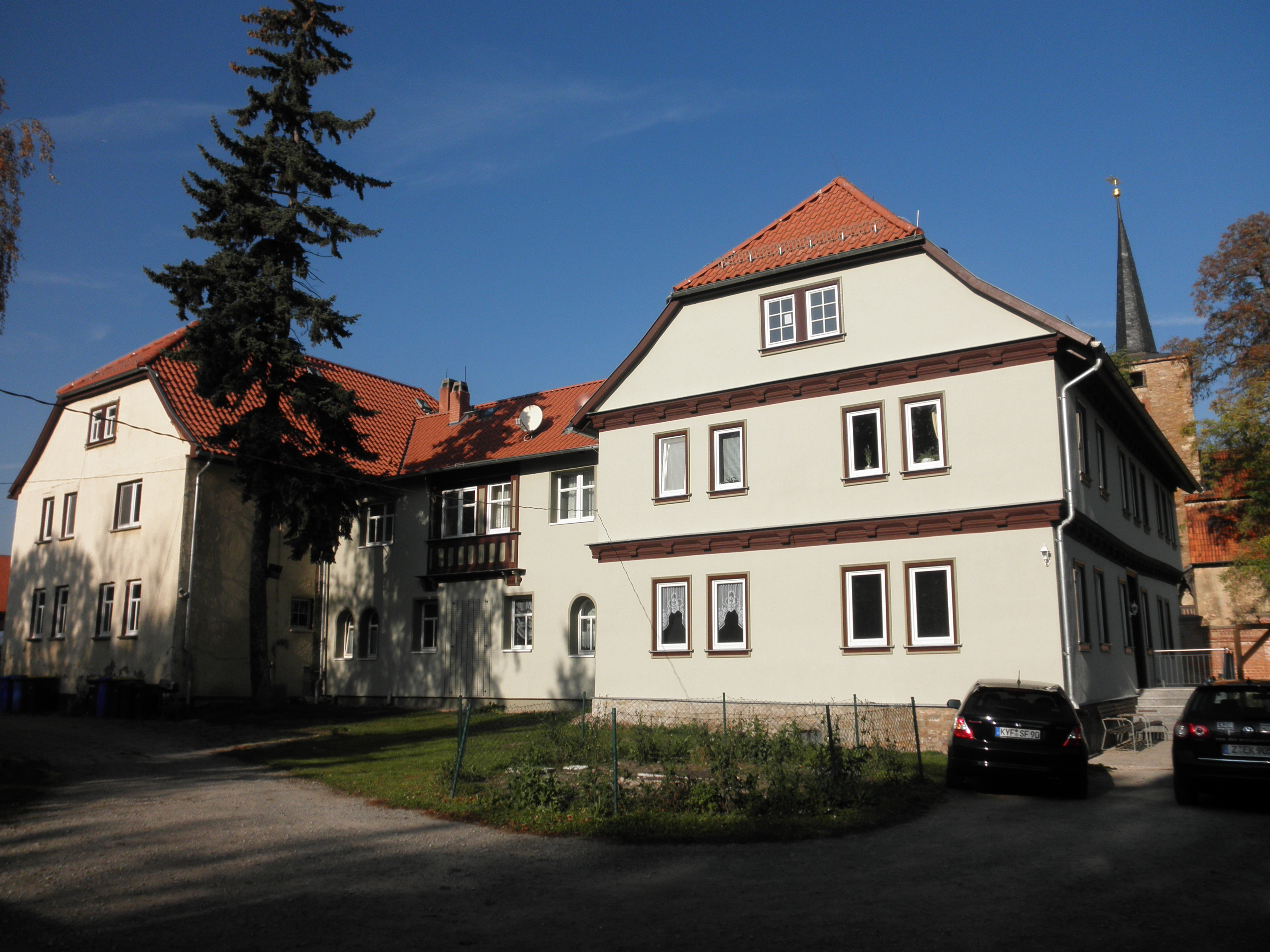
Rittergutshaus Niedertopfstedt, 2011

Topfstedt est mentionné pour la première fois en 842 quand un certain Frecholf offre son domaine de Topfestat à l'abbaye de Fulda.
Le 15 octobre 1806, le lendemain des batailles d'Iéna et d'Auerstaedt, les troupes prussiennes vaincues à Weißensee passent par Topfstedt pour gagner le fort de Magdebourg. Le maréchal Friedrich Adolf von Kalckreuth vient à la rescousse afin d'évacuer le roi Frédéric-Guillaume III de Prusse. Un régiment de hussards et de dragons le conduisent d'abord à Niedertopfstedt puis à Sondershausen tandis que des troupes protègent l'arrière de la fuite, se battent contre les Français qui en font une grande partie prisonniers.

## Crédit d'auteurs
- (de) Cet article est partiellement ou en totalité issu de l’article de Wikipédia en allemand intitulé « Topfstedt » (voir la liste des auteurs).